# Quajar-Axt
Die Quajar-Axt ist eine Waffe und ein zeremonieller Gegenstand aus Persien.

## Beschreibung
Die Qajar-Axt gibt es in verschiedenen Versionen. Sie hat meist eine halbmondförmige, einschneidige Klinge. Auf der entgegengesetzten Seite der Klinge ist entweder eine spitze, scharfe Schlagklinge oder ein flaches Schlagstück mit scharfen Kanten angebracht. Es gibt auch Versionen, bei denen dieses Schlagstück als flache Platte gestaltet ist. Der Schaft ist meist rund und besteht aus Metall. An der Klingenkopfseite des Schaftes ist oft eine dreikantige Stoßspitze angebracht. Der Knauf ist halbrund oder rund gearbeitet. Die Qajar-Äxte sind oft mit dekorativen oder religiösen Mustern verziert. Sie dienten als Kampfaxt oder als zeremonieller Gegenstand. Die Versionen, die als zeremonielle Waffe dienen, sind meist aus dünnerem, leichteren Material gearbeitet und selten geschliffen. Eine andere, ähnliche, persische Axt ist die Indo-Persische Streitaxt. Die Quajar-Axt wurde von Ethnien in Persien benutzt.